# Viliam Martinák
Viliam Martinák (* 16. října 1952) je bývalý slovenský fotbalista, útočník.

## Fotbalová kariéra
V československé lize hrál za Spartak Trnava (1976-1986). Nastoupil ke 245 utkáním a dal 29 gólů. Za olympijskou reprezentaci let nastoupil v letech 1979-1983 k 7 utkáním. Končil v Rakousku v nižší soutěži.

## Ligová bilance
| Ročník                                   | Zápasy | Góly | Klub           |
| ---------------------------------------- | ------ | ---- | -------------- |
| 1. československá fotbalová liga 1976/77 | 25     | 1    | Spartak Trnava |
| 1. československá fotbalová liga 1977/78 | 29     | 5    | Spartak Trnava |
| 1. československá fotbalová liga 1978/79 | 28     | 2    | Spartak Trnava |
| 1. československá fotbalová liga 1979/80 | 24     | 2    | Spartak Trnava |
| 1. československá fotbalová liga 1980/81 | 30     | 5    | Spartak Trnava |
| 1. československá fotbalová liga 1981/82 | 28     | 2    | Spartak Trnava |
| 1. československá fotbalová liga 1982/83 | 22     | 3    | Spartak Trnava |
| 1. československá fotbalová liga 1983/84 | 25     | 9    | Spartak Trnava |
| 1. československá fotbalová liga 1984/85 | 25     | 0    | Spartak Trnava |
| 1. československá fotbalová liga 1985/86 | 9      | 0    | Spartak Trnava |
| CELKEM                                   | 245    | 29   |                |